# Венец, Игнац
Игнац Венец (нем. Ignaz (Ignace) Venetz; 1788—1859) — швейцарский инженер, натуралист и гляциолог.
Одним из первых учёных признал ледники в качестве главной силы в формировании Земли, сыграл ведущую роль в создании науки гляциологии. Стандартная аббревиатура Venetz используется для обозначения этого учёного в качестве автора в ссылках на ботанические названия.

## Биография
Родился 21 марта 1788 года в швейцарском местечке Visperterminen в семье, которая давно поселилась в кантоне Вале.
Первоначально Игнац работал в этом кантоне инженером, затем переехал в кантон Во, где также в качестве инженера руководил в конечном итоге неудачной попыткой осушить запруженное льдом озеро, образовавшееся после вулканической зимы 1816 года в муниципалитете Bagnes: 16 июня 1818 года случилась катастрофа, когда создавшаяся ледяная плотина прорвалась. Игнац Венец продолжил работать в Западных Альпах.  В ходе своей работы познакомился с Jean-Pierre Perraudin (1767–1858), который на основе собственных наблюдений сделал вывод, что ледники в Альпах в доисторические времена были гораздо больше, чем в их время.
В 1821 году Игнац Венец завершил первый вариант своей работы «Mémoire sur les Variations de la température dans les Alpes de la Suisse», где предположил что бо́льшая часть Европы когда-то была покрыта ледниками. Книга была опубликована в 1833 году после дополнительных исследований учёного в Швейцарских Альпах, за семь лет до того, как Луи Агассис опубликовал свою знаменитую работу ээ«Étude sur les glaciers»ээ («Изучение ледников»).
Умер 20 апреля 1859 года в Сьоне, Швейцария.
В честь швейцарского учёного назван пик Венец на Земле Котса в Восточной Антарктиде.